# De Bandt

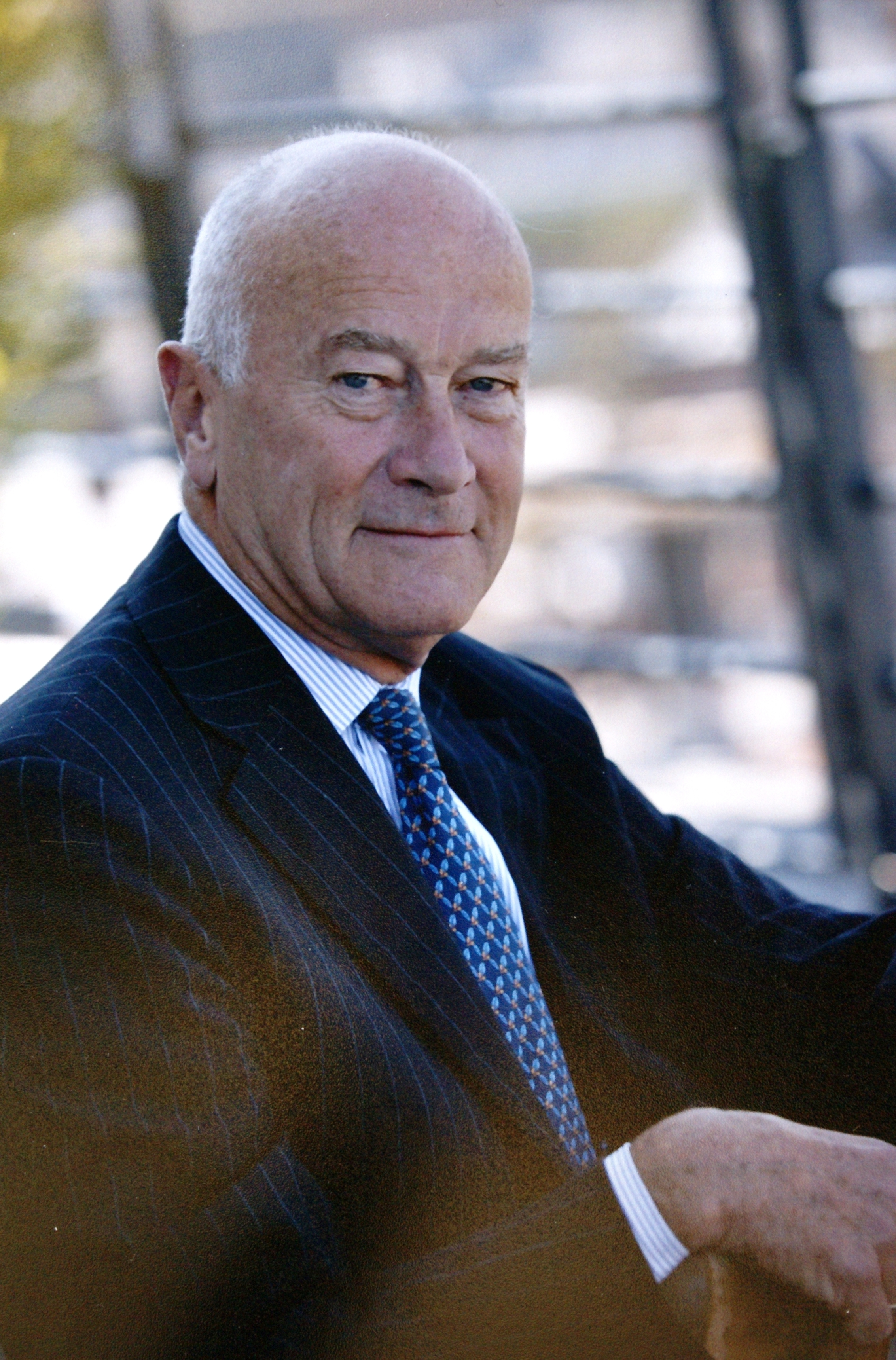
Jean-Pierre de Bandt (2016), stamvader van het Belgische adelsgeslacht

De Bandt is een sinds 1994 tot de Belgische adel behorend geslacht.

## Geschiedenis
Op 16 december 1994 werd Jean-Pierre de Bandt (1934), advocaat en bestuurder, verheven in de erfelijke Belgische adel met de persoonlijke titel van ridder; in 2009 ontving hij de persoonlijke titel van baron. Behalve de geadelde dragen de andere telgen de titel van jonkheer/jonkvrouw. Anno 2022 leefden er zes mannelijke telgen (geboren in 1934, 1965, 1970, 1995, 1996 en 2007).

## Enkele telgen
Dr. Jean-Pierre baron de Bandt LL.M. (1934), advocaat, bestuurder en chef de famille
- Jhr. Jean-Roger de Bandt MBA (1965), vermoedelijke opvolger als chef de famille

### Adellijke allianties
- Van Houtte (1963), Morelle (1989), De Cordes (1993), Waucquez (1993)